# Scamboneura plumbea
Scamboneura plumbea är en tvåvingeart som beskrevs av Alexander 1922. Scamboneura plumbea ingår i släktet Scamboneura och familjen storharkrankar. Inga underarter finns listade i Catalogue of Life.